# Mosaïque FM (Tunisie)
Pour les articles homonymes, voir Mosaïque FM.
Mosaïque FM (arabe : موزاييك إف إم) est la première station de radio privée de Tunisie.
Couvrant tout le pays, elle est aussi diffusée en ligne via son site web et ses applications mobile sous Android et iOS.
Lancée le 7 novembre 2003, ses bureaux accueillant quelque 75 employés en 2011 et ses studios sont situés dans un immeuble du quartier Monplaisir à Tunis. Elle connaît rapidement le succès grâce à son ton, à ses programmes musicaux et à des émissions spécialisées dans les sujets de société « indépendants, quotidiens, et parfois sensibles » qui permettent aux auditeurs d'intervenir. Le dynamisme et la spontanéité de la jeune équipe d'animateurs et animatrices sont également mis en avant dans le succès de la station.
En 2007, le public est majoritairement âgé de 20 à 39 ans.
Elle est longtemps considérée comme la « radio des Trabelsi » en raison du fait que Belhassen Trabelsi, frère de la Première dame (1992-2011) Leïla Ben Ali, détient 13 % du capital ; le fondateur et directeur de la radio, Noureddine Boutar, en est l'actionnaire majoritaire. Après la révolution de 2011, le transfert des parts de Trabelsi aux journalistes est envisagé.

## Programmes
En 2020, la liste des programmes de la station est la suivante :
- 7ad Ma Yet7arek
- Ahla Sbeh
- Arabica
- Bennet FM
- Club Week-end
- Danger Show
- De 5 à 6
- Dezz J'aime
- DJ Show
- Forum
- Forum Sport
- Fresh Mix
- Hanin
- Hit Mosaïque
- Jet Set FM
- Lady's Night
- Live Info
- Live Sport
- Memories
- Midi Show
- Mixshake
- Mosaïque +
- Noujoum
- Recap Sport
- Saa Charqi
- Saa Soul
- Samedi Light
- Sbeh El Khir Week-end
- Sbeh Ennes
- Top Matin

## Logos

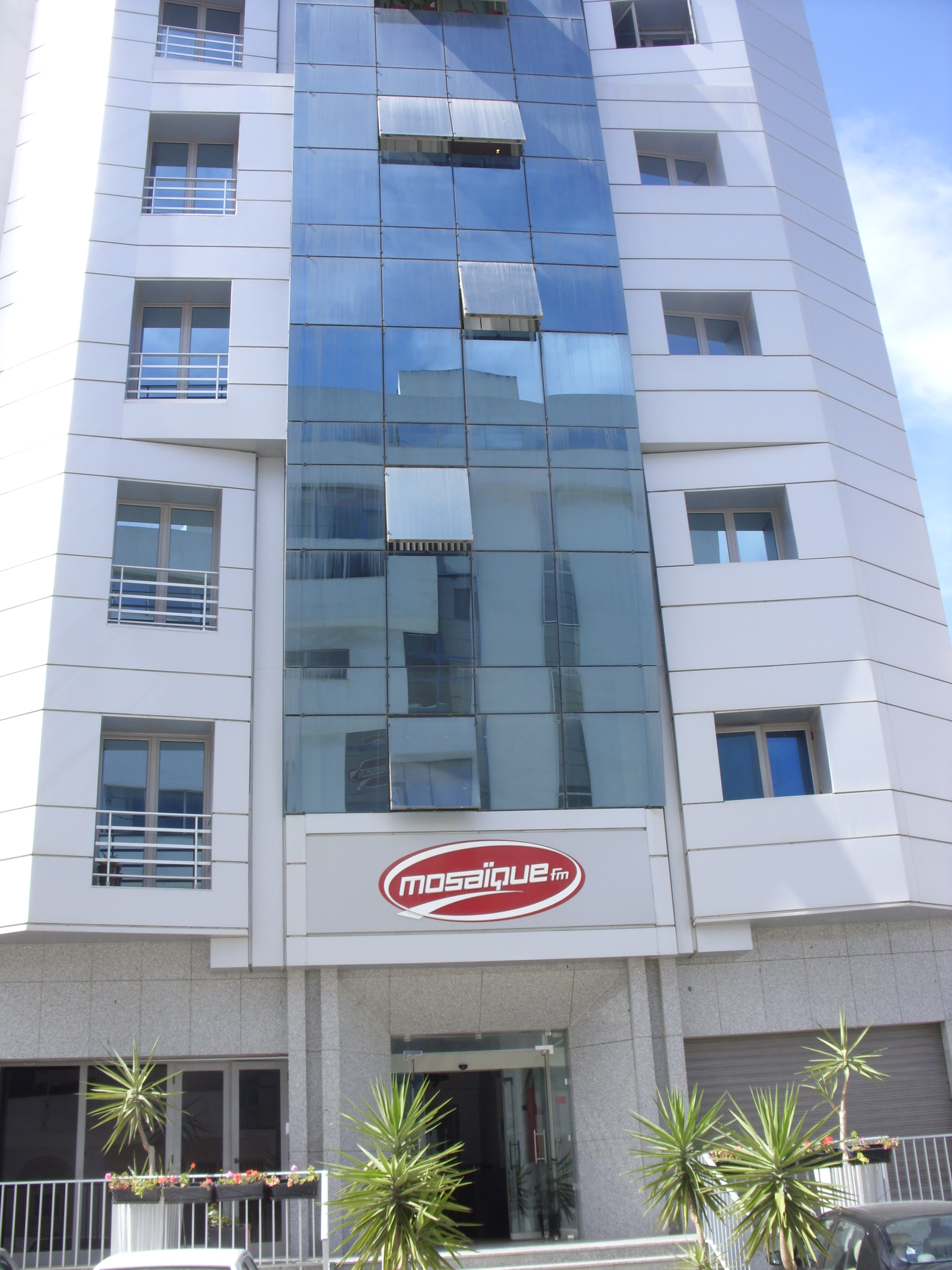
Siège de Mosaïque FM en 2010.

Ancien logo.
Logo actuel.